# Salon de l'Œil-de-bœuf

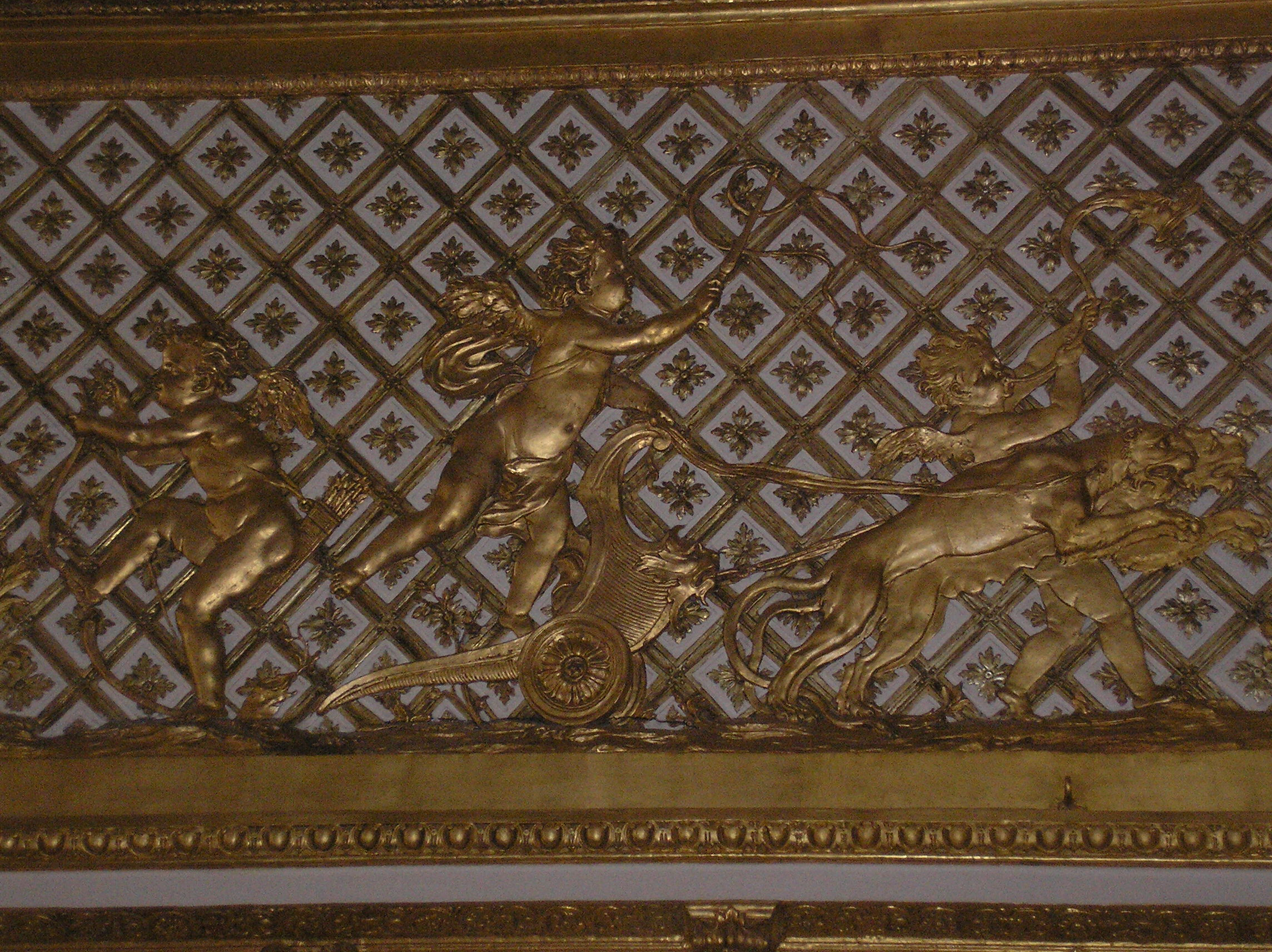
Partie de la frise murale haute, cerclant le salon de l'Œil-de-bœuf.

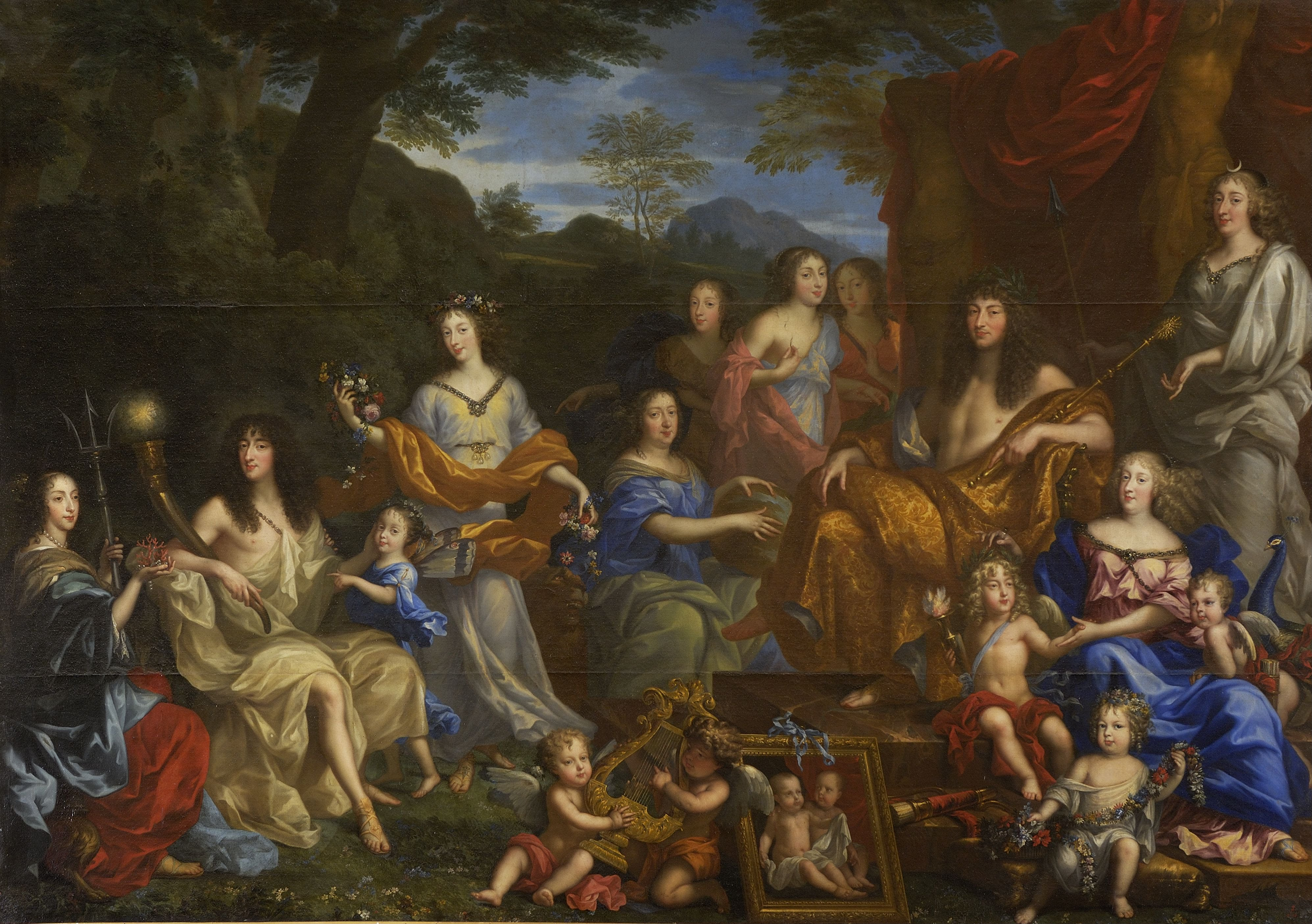
Louis XIV et la famille royale de Jean Nocret. Ce tableau est situé dans le salon de l'Œil-de-bœuf.

Le salon de l'Œil-de-bœuf est un salon de l'appartement du Roi dans le château de Versailles, situé dans les Yvelines, en Île-de-France. En 1701, il est créé, sous la conduite du premier architecte du roi Jules Hardouin-Mansart, le grand salon par la réunion du cabinet des Bassans et de l'ancienne chambre du roi. Ce grand salon porte le nom de salon de l'Œil-de-bœuf sous Louis XV, pour l'œil-de-bœuf (lucarne) qui s'y trouve.

## La grande frise dorée
La frise réclamée par Louis XIV est ornée de bas-reliefs de putti moulés en stuc doré, dans un style Renaissance italienne. Sur un fond mosaïque de compartiments de roses (losanges à fleurettes ou natté), les angelots (putti), les amours ou chérubins (dotés d'ailes d'oiseaux) et les zéphyrs (dotés d'ailes de papillons) sont représentés en train de s'adonner à toute sorte d'occupations ludiques : musique, comédie, danse, balançoires... Réalisés au moyen de moules, certains motifs en stuc de la frise, comme dans les angles, sont dupliqués, mais toujours avec des variantes qui reflètent le travail des sculpteurs.
La frise est préparée durant l'été 1701, sous les voûtes de l'orangerie du château de Versailles. Elle a couté 4 200 livres.
Les auteurs des sculptures en stuc sont : Anselme Flamen père (1647-1717), Jean Hardy (1653-1737), Simon Hurtrelle, Claude Poirier (1656-1729), Jean-Baptiste Poultier et Corneille Van Clève.

François Lespingola, réalise la corniche haute en stuc, au-dessus de la frise.
La sculpture sur bois des boiseries est due aux ornemanistes Jules Degoullons (1671-1737), André Le Goupil ou Legoupil (1660-1723), Pierre Taupin (1662-1734), et Marin Bellan.
Quant à Nicolas Coustou, il est chargé de la nouvelle chambre du roi, dans laquelle il réalise la France veillant sur le sommeil du roi, un bas-relief en stuc doré situé au-dessus du lit.